# Adolfsdor
Adolfsdor – nazwa złotych pistoli bitych w XVIII w. na Pomorzu przez króla szwedzkiego Adolfa Fryderyka.